# Phauloppia hessei
Phauloppia hessei är en kvalsterart som först beskrevs av Oudemans 1902.  Phauloppia hessei ingår i släktet Phauloppia och familjen Oribatulidae. Inga underarter finns listade i Catalogue of Life.